# Морелл, Андре
Андре́ Мо́релл (англ. André Morell; 20 августа 1909, Лондон — 28 ноября 1978, Лондон) — английский актёр театра, кино и телевидения. Основной актёрский образ — старшие офицеры, судьи, ближневосточные мусульмане.

## Биография
Сесил Андре Месриц (настоящее имя актёра) родился 20 августа 1909 года в Лондоне. Его родители были эмигрантами из Нидерландов, их звали Андре и Роза Месриц. В молодости юноша учился на автомеханика, но вскоре увлёкся театральным и кино-искусством. С 1934 года стал выступать в театрах, поначалу под именем Андре Месриц, которое в 1936 году англизировал как Андре Морелл — в 1938 году это стало его официальным именем по паспорту. В том же 1938 году Морелл впервые появился на кино- и телеэкране, а также поступил на службу в театр «Олд Вик», где играл в постановках Шекспира в конце 1930-х и начале 1950-х годов.
В 1940 году, в связи с начавшейся войной, Морелл был призван в армию, служил в воинском подразделении «Королевские уэльские фузилёры» до 1946 года. После демобилизации в звании майора, Морелл активно продолжил сниматься для кино и телевидения, в начале 1950-х годов ненадолго вернулся на театральные подмостки. Морелл продолжал сниматься до конца жизни, и за 40 лет карьеры (1938—1978, с шестилетним перерывом на службу в армии) снялся в 136 фильмах и сериалах (два из них были короткометражными, а в четырёх случаях он не был указан в титрах).
В 1969 году Морелл стал вице-президентом профессионального союза «Справедливость», а в 1973—1974 годах был президентом этой организации.
Андре Морелл был заядлым курильщиком: он выкуривал до трёх пачек сигарет в день. В 1976 году он бросил курить, но тем не менее скончался 28 ноября 1978 года от рака лёгкого.

### Личная жизнь
В 1959 году 50-летний Морелл познакомился с 38-летней актрисой Джоан Гринвуд. Пара неожиданно для всех улетела на Ямайку, где тайно обвенчалась. В марте 1963 года у них родился сын Джейсон, который, как и родители, стал актёром, хоть и не особо известным. Андре и Джоан прожили вместе 19 лет до самой смерти актёра в 1978 году.

## Роли в театре «Олд Вик»
- 1938—1939 — Гамлет / Hamlet — Горацио
- 1938—1939 — Буря / The Tempest — Алонсо
- 1939 — Ромео и Джульетта / Romeo and Juliet — Меркуцио
- 1951 — Король Лир / King Lear — граф Кентский
- 1952 — Тимон Афинский / Timon of Athens

## Избранная фильмография

### Широкий экран
- 1940 — Десять дней в Париже[англ.] / Ten Days in Paris — Виктор
- 1948 — Против ветра[англ.] / Against the Wind — Эббот (в титрах не указан)
- 1950 — Мадлен / Madeleine — адвокат защиты
- 1950 — Страх сцены / Stage Fright — инспектор Бьярд
- 1950 — Так долго на ярмарке / So Long at the Fair — доктор Хэрт
- 1950 — Трио[англ.] / Trio — доктор Леннокс (в новелле «Санаторий»)
- 1950 — Семь дней до полудня / Seven Days to Noon — суперинтендант Фолланд
- 1950 — Бабочки / The Clouded Yellow — шеф Секретной службы Чабб
- 1951 — Государственная измена[англ.] / High Treason — суперинтендант Фолланд
- 1952 — Крупный заголовок[англ.] / The Tall Headlines — Джордж Рэкхем
- 1952 — Украденное лицо / Stolen Face — Дэвид
- 1954 — Хозяин острова О’Киф[англ.] / His Majesty O'Keefe — Альфред Тетинс
- 1954 — Чёрный рыцарь[англ.] / The Black Knight — сэр Онцлейк
- 1955 — Три случая убийства / Three Cases of Murder — доктор Одлин (в новелле «Лорд Маунтдраго»)
- 1955 — Лето / Summertime — англичанин (в титрах не указан)
- 1955 — Секрет[англ.] / The Secret — главный инспектор Блейк
- 1955 — Они не могут повесить меня[англ.] / They Can't Hang Me — Роберт Айзек Питт
- 1956 — Человек, которого никогда не было[англ.] / The Man Who Never Was — Бернард Спилсбери
- 1956 — Чёрный платок[англ.] / The Black Tent — шейх Салем бен Юссеф
- 1956 — Ребёнок и броненосец[англ.] / The Baby and the Battleship — маршал
- 1956 — Зарак[англ.] / Zarak — майор Этертон
- 1957 — Интерпол[англ.] / Interpol — комиссар Брекнер
- 1957 — Мост через реку Квай / The Bridge on the River Kwai — полковник Грин
- 1958 — Парижский праздник[англ.] / Paris Holiday — американский посол
- 1958 — Лагерь на Кровавом острове[англ.] / The Camp on Blood Island — полковник Ламберт
- 1959 — Бегемот, морской монстр / The Giant Behemoth — профессор Джеймс Бикфорд
- 1959 — Собака Баскервилей / The Hound of the Baskervilles — доктор Ватсон
- 1959 — Бен-Гур / Ben-Hur — Секстус
- 1960 — Конус тишины[англ.] / Cone of Silence — капитан Эдвард Маннингем
- 1961 — Призрак кота / The Shadow of the Cat — Уолтер Венейбл
- 1961 — Наличные по требованию[англ.] / Cash on Demand — полковник Гоур Хепбёрн
- 1964 — Соломенная женщина[англ.] / Woman of Straw — судья (в титрах не указан)
- 1964 — Лунные пряхи[англ.] / The Moon-Spinners — капитан яхты
- 1965 — Она / She — Хамид
- 1966 — Чума зомби / The Plague of the Zombies — сэр Джеймс Форбс
- 1966 — Юдифь[англ.] / Judith — Хаим
- 1966 — Другой ящик[англ.] / The Wrong Box — дворецкий в клубе (в титрах не указан)
- 1967 — Саван мумии / The Mummy's Shroud — сэр Бэзил Уолден
- 1968 — Темнота Солнца[англ.] / Dark of the Sun — Бусье
- 1968 — Её возмездие[англ.] / The Vengeance of She — Кассим
- 1970 — Юлий Цезарь[англ.] / Julius Caesar — Марк Туллий Цицерон
- 1971 — Риллингтон-плейс, 10[англ.] / 10 Rillington Place — судья Льюис
- 1972 — Папесса Иоанна[англ.] / Pope Joan — император Луи
- 1975 — Барри Линдон / Barry Lyndon — лорд Густав Адольф Вендовер
- 1976 — Туфелька и роза[англ.] / The Slipper and the Rose — отец невесты
- 1976 — Послание / The Message — Абу-Талиб, дядя пророка Мухаммеда и отец имама Али, глава племени курайшитов
- 1978 — Властелин колец / The Lord of the Rings — Элронд (озвучивание)
- 1979[3] — Первое Большое ограбление поезда[англ.] / The First Great Train Robbery — судья

### Телевидение
- 1956—1958, 1962 — Театр в кресле[англ.] / Armchair Theatre — разные роли (4 эпизода)
- 1958—1959 — Куотермасс и колодец / Quatermass and the Pit — профессор Бернард Куотермасс (6 эпизодов)
- 1959 — Человек-невидимка[англ.] / The Invisible Man — генерал Шафари (1 эпизод)
- 1961 — Шаг за грань[англ.] / Alcoa Presents: One Step Beyond — генерал Гюнтер Хаутманн (1 эпизод)
- 1963, 1965 — Мстители / The Avengers — Гораций Кейн / лорд Тил (2 эпизода)
- 1965 — Опасный человек / Danger Man — сэр Дункан (1 эпизод)
- 1965 — Святой[англ.] / The Saint — Бернхард Рэксел (1 эпизод)
- 1966 — Доктор Кто / Doctor Who — маршал Гаспар де Со-Таванье (3 эпизода)
- 1968 — Цезари[англ.] / The Caesars — Тиберий (4 эпизода)
- 1975 — Эдуард Седьмой[англ.] / Edward the Seventh — лорд Палмерстон (4 эпизода)
- 1978 — Королевский суд[англ.] / Crown Court — судья Колдуэлл (2 эпизода)
- 1978 — Профессионалы[англ.] / The Professionals — бригадир Стэдден (1 эпизод)